# Peter Kunz (Politiker, 1872)
Peter Kunz (* 9. Mai 1872 in Dorndorf im Landkreis Limburg-Weilburg; † 23. November 1959 in Hofheim am Taunus) war ein deutscher Pädagoge und Mitglied des Provinziallandtages der Provinz Hessen-Nassau.

## Leben
Peter Kunz war ein Sohn des Gast- und Landwirts Josef Kunz (1836–1892) und dessen Ehefrau Katharina Kunz (1841–1881).
Er wurde am Lehrerseminar in Montabaur ausgebildet, wo er 1893/1895 die Prüfungen für Volks- und Mittelschullehrer ablegte. Nach Tätigkeiten als Lehrer im Raum Frankfurt legte er 1908 die Rektorenprüfung ab und war, bevor er 1919 Rektor der vereinigten Volks- und Mittelschule in Hofheim am Taunus wurde, 1917/1918 Schulaufsichtsbeamter bei der Zivilverwaltung des Gouvernements Metz.
Kunz engagierte sich politisch, wurde Mitglied der Zentrumspartei und hatte von 1930 bis zum 17. Juli 1933 ein Mandat für den Nassauischen Kommunallandtag des preußischen Regierungsbezirks Wiesbaden bzw. für den Provinziallandtag der Provinz Hessen-Nassau, wo er Mitglied des Wahlvorschlags- und des sozialpolitischen Ausschusses war.
Kunz wurde von den Nationalsozialisten als „politisch unzuverlässig“ eingestuft und zum 1. Oktober 1933 aus seinem Amt als stellvertretendes Mitglied des Verwaltungsrates der Nassauischen Landesversicherungsbank in den Ruhestand versetzt.
Wegen andauernder Diffamierungen und Bespitzelungen verzog er 1935 nach Frankfurt und kehrte nach dem Krieg nach Hofheim zurück, wo er sich für die Heimatgeschichtsforschung engagierte.

### Ehrungen und Auszeichnungen
- 1952 Bundesverdienstkreuz
- 1954 Ehrenbürger von Hofheim am Taunus